# Carlos Abellán
Carlos Abellán (Madrid, España, 1 de marzo de 1983) es un ciclista español. 
Debutó como profesional en 2006. En 2007 se proclamó campeón de España de contrarreloj en categoría élite.
En 2024 participó en el Campeonato de España Master de Atletismo de Aire Libre, celebrado en Alcobendas, obteniendo el 4° puesto en 1500m y el 7° puesto en 800m en la categoría M40.

## Palmarés
No consiguió ninguna victoria profesional.

## Equipos
- Liberty Seguros (2006)
- Atletismo pozuelo (2023)